# Unione Sportiva Toma Maglie 1951-1952
Questa voce raccoglie le informazioni riguardanti l'Unione Sportiva Antonio Toma Maglie nelle competizioni ufficiali della stagione 1951-1952.

## Organigramma societario
Area direttiva
- Presidente: Sante Cezza
- Direttore Sportivo: Achille Tamborino Frisari

Area tecnica
- Allenatore: Carlo Alberto Quario

## Rosa
| N. |                   | Ruolo | Calciatore  |
| -- | ----------------- | ----- | ----------- |
|    | Italia (bandiera) | P     | Atripaldi   |
|    | Italia (bandiera) | P     | Cucchetti   |
|    | Italia (bandiera) | P     | De Pascalis |
|    | Italia (bandiera) | D     | Iacovazzo   |
|    | Italia (bandiera) | D     | Pistolesi   |
|    | Italia (bandiera) | D     | Stellin     |
|    | Italia (bandiera) | D     | Tresoldi    |
|    | Italia (bandiera) | D     | Vecchi      |
|    | Italia (bandiera) | C     | Castelli    |
|    | Italia (bandiera) | C     | Conti       |
|    | Italia (bandiera) | C     | Correnti    |

| N. |                   | Ruolo | Calciatore  |
| -- | ----------------- | ----- | ----------- |
|    | Italia (bandiera) | C     | Francesconi |
|    | Italia (bandiera) | C     | Giorgino    |
|    | Italia (bandiera) | C     | Schiavon    |
|    | Italia (bandiera) | C     | Vergani     |
|    | Italia (bandiera) | A     | Colla       |
|    | Italia (bandiera) | A     | Checchetti  |
|    | Italia (bandiera) | A     | Paolinelli  |
|    | Italia (bandiera) | A     | Scarascia   |
|    | Italia (bandiera) | A     | Tarantelli  |
|    | Italia (bandiera) | A     | Puce        |

## Risultati

### Serie C

#### Girone di andata
| Arbitro: | Vollero (Frattamaggiore) |

|                       |           |                              |
| Furci 65’ Massara 90’ | Marcatori | 32’ Scarascia 59’, 77’ Colla |

| Arbitro: | Grandville (Roma) |

|                                       |           |           |
| Checchetti 12’ (rig.) Francesconi 89’ | Marcatori | 2’ Bianco |

| Arbitro: | Famulari (Messina) |

|                                                      |           |  |
| Conti 8’, 36’ Colla 34’ Scarascia 49’ Checchetti 62’ | Marcatori |  |

| Arbitro: | Cardella (Palermo) |

|  |           |                    |
|  | Marcatori | 71’, 74’ Scarascia |

| Arbitro: | Bernasconi (Firenze) |

|                                   |           |                         |
| Scarascia 16’, 47’, 65’ Colla 35’ | Marcatori | 12’ La Forgia 26’ Milli |

| Lecce 14 ottobre 1951 6ª giornata | Lecce            | 0 – 0 | Toma Maglie | Stadio Carlo Pranzo (10.000 spett.)\| Arbitro: \| Zoli (Pontedera) \| |
| Arbitro:                          | Zoli (Pontedera) |       |             |                                                                       |

| Arbitro: | Grillo (Afragola) |

|                     |           |  |
| Conti 59’ Colla 89’ | Marcatori |  |

| Arbitro: | Ferrari Aggradi (Firenze) |

|                                    |           |                                    |
| Natali 33’ Corsi 54’ Chiaretti 69’ | Marcatori | 22’ Conti 34’ Colla 80’ Checchetti |

| Arbitro: | Toni (Roma) |

|                              |           |  |
| Scarascia 30’ Checchetti 36’ | Marcatori |  |

| Arbitro: | Arpaia (Roma) |

|          |           |           |
| Luzzi 6’ | Marcatori | 62’ Conti |

| Arbitro: | Genovesi (Torre Annunziata) |

|                          |           |                 |
| Paolinelli 55’ Colla 60’ | Marcatori | Pasqualetto 82’ |

| Arbitro: | Bucciarelli (Livorno) |

|                                 |           |  |
| Colla 20’ 32’ 63’ Conti 78’ 82’ | Marcatori |  |

| Arbitro: | Marchese (Napoli) |

|                |           |               |
| Bretti 28’ 60’ | Marcatori | Scarascia 24’ |

| Arbitro: | Marangio (Roma) |

|                       |           |  |
| Paolini 44’ Beghi 46’ | Marcatori |  |

| Arbitro: | Vollero (Frattamaggiore) |

|           |           |  |
| Colla 49’ | Marcatori |  |

| Arbitro: | Scalise (Roma) |

|              |           |               |
| Giorgino 74’ | Marcatori | Michelini 71’ |

| Arbitro: | Matteucci (Roma) |

|  |           |                                           |
|  | Marcatori | Checchetti 2’ Colla 32’ 44’ Scarascia 51’ |

#### Girone di ritorno
| Arbitro: | Mazzoni (Parma) |

|                              |           |                |
| Checchetti 24’ Scarascia 86’ | Marcatori | Amicarelli 53’ |

| Marsala 27 gennaio 1952 19ª giornata | Marsala            | 0 – 0 | Maglie | Stadio della Vittoria\| Arbitro: \| Garzelli (Livorno) \| |
| Arbitro:                             | Garzelli (Livorno) |       |        |                                                           |

| Arbitro: | De Leo (Mestre) |

|                                                 |           |                   |
| Vignolini 5’ Pagliano 28’ (rig.) Sebastiani 28’ | Marcatori | Colla 25’ 42’ 47’ |

| Arbitro: | Famulari (Messina) |

|                             |           |  |
| Castelli 17’ Paolinelli 31’ | Marcatori |  |

| Arbitro: | Campanati (Milano) |

|           |           |                         |
| Milli 17’ | Marcatori | Tarantelli 7’ Colla 57’ |

| Arbitro: | Marchese (Napoli) |

|                                                            |           |               |
| Checchetti 4’ Scarascia 8’ Tarantelli 33’ (rig.) Colla 90’ | Marcatori | Bislenghi 55’ |

| Arbitro: | Bernasconi (Firenze) |

|                        |           |               |
| Cosmano 4’ Robotti 29’ | Marcatori | Tarantelli 2’ |

| Arbitro: | Ausiello (Resina) |

|                                              |           |                     |
| Colla 11’ 57’ 89’ Castelli 49’ SCarascia 70’ | Marcatori | Giorgino 72’ (aut.) |

| Arbitro: | Canavesio (Torino) |

|                      |           |  |
| Rossi 44’ Cuoghi 59’ | Marcatori |  |

| Arbitro: | Savio (Torino) |

|                              |           |  |
| Tarantelli 21’ Scarascia 70’ | Marcatori |  |

| Caltanissetta 6 aprile 1952 28ª giornata | Nissena       | 0 – 0 | Maglie | Stadio Comunale (4.000 circa spett.)\| Arbitro: \| Arpaia (Roma) \| |
| Arbitro:                                 | Arpaia (Roma) |       |        |                                                                     |

| Arbitro: | Tibaldi (Savona) |

|  |           |           |
|  | Marcatori | Colla 28’ |

| Arbitro: | De Leo (Mestre) |

|                         |           |  |
| Scarascia 20’ Colla 42’ | Marcatori |  |

| Arbitro: | Biliotti (Ravenna) |

|                              |           |             |
| Tarantelli 11’ 57’ Colla 80’ | Marcatori | Paolini 12’ |

| Arbitro: | Alterio (Roma) |

|              |           |               |
| Candiani 29’ | Marcatori | Scarascia 21’ |

| Arbitro: | Marangio (Roma) |

|                          |           |               |
| Carnevali 11’ Bearzi 48’ | Marcatori | Scarascia 10’ |

| Arbitro: | Seo (Napoli) |

|                              |           |  |
| Tarantelli 40’ 48’ Colla 48’ | Marcatori |  |

## Finali per la promozione in Serie B
| Arbitro: | Rigato (Mestre) |

|               |           |               |
| Scarascia 80’ | Marcatori | Golin 44’ 76’ |

| Arbitro: | De Leo (Mestre) |

|                         |           |           |
| Buzzin 27’ De Prati 57’ | Marcatori | Colla 81’ |

| Arbitro: | Cartei (Firenze) |

|           |           |                              |
| Colla 41’ | Marcatori | Romani 53’, 66’ Seratoni 64’ |

| Arbitro: | Matteucci (Roma) |

|                      |           |  |
| Jacovazzi 29’ (aut.) | Marcatori |  |

| Arbitro: | Piemonte (Monfalcone) |

|            |           |                |
| Romani 37’ | Marcatori | Checchetti 89’ |

| Arbitro: | Marchese (Napoli) |

|                                       |           |           |
| Correnti 32’ Checchetti 64’ Colla 69’ | Marcatori | Borri 11’ |

## Statistiche

### Statistiche di squadra
| Competizione                        | Punti | In casa | In casa | In casa | In casa | In casa | In casa | In trasferta | In trasferta | In trasferta | In trasferta | In trasferta | In trasferta | Totale | Totale | Totale | Totale | Totale | Totale |
| Competizione                        | Punti | G       | V       | N       | P       | Gf      | Gs      | G            | V            | N            | P            | Gf           | Gs           | G      | V      | N      | P      | Gf     | Gs     |
| ----------------------------------- | ----- | ------- | ------- | ------- | ------- | ------- | ------- | ------------ | ------------ | ------------ | ------------ | ------------ | ------------ | ------ | ------ | ------ | ------ | ------ | ------ |
| Serie C                             | 50    | 17      | 16      | 1       | 0       | 47      | 10      | 17           | 5            | 7            | 5            | 23           | 21           | 34     | 21     | 8      | 5      | 70     | 31     |
| Finali per la promozione in Serie B | 3     | 3       | 1       | 0       | 2       | 5       | 6       | 3            | 0            | 1            | 2            | 2            | 4            | 6      | 1      | 1      | 4      | 7      | 10     |
| Totale                              | 53    | 20      | 17      | 1       | 2       | 52      | 16      | 20           | 5            | 8            | 7            | 25           | 25           | 40     | 22     | 9      | 9      | 77     | 41     |

### Statistiche dei giocatori
| Giocatore   | Serie C  | Serie C | Finali   | Finali |
| Giocatore   | Presenze | Reti    | Presenze | Reti   |
| ----------- | -------- | ------- | -------- | ------ |
| Atripaldi   | 11       | -11     | 0        | 0      |
| Castelli    | 33       | 2       | 2        | 0      |
| Checchetti  | 32       | 7       | 6        | 2      |
| Colla       | 33       | 25      | 6        | 3      |
| Conti       | 27       | 7       | 1        | 0      |
| Correnti    | 2        | 0       | 4        | 1      |
| Cucchetti   | 5        | -5      | 3        | -3     |
| De Pascalis | 18       | -15     | 3        | -7     |
| Francesconi | 15       | 1       | 0        | 0      |
| Giorgino    | 34       | 1       | 2        | 0      |
| Jacovazzo   | 17       | 0       | 3        | 0      |
| Paolinelli  | 21       | 2       | 5        | 0      |
| Pistolesi   | 4        | 0       | 0        | 0      |
| Scarascia   | 34       | 17      | 6        | 1      |
| Schiavon    | 18       | 0       | 6        | 0      |
| Stellin     | 19       | 0       | 6        | 0      |
| Tarantelli  | 15       | 8       | 4        | 0      |
| Tresoldi    | 25       | 0       | 5        | 0      |
| Vecchi      | 4        | 0       | 0        | 0      |
| Vergani     | 6        | 0       | 4        | 0      |

### Statistiche sui derby
| Squadre               | Andata | Ritorno |
| --------------------- | ------ | ------- |
| Arsenaltaranto-Maglie | 1-1    | 0-2     |
| Maglie-Bari           | 2-1    | 1-2     |
| Maglie-Foggia         | 1-0    | 1-1     |
| Lecce-Maglie          | 0-0    | 1-4     |
| Maglie-Molfetta       | 4-2    | 2-1     |

| Vinte | Pareggiate | Perse | Gf | Gs |
| ----- | ---------- | ----- | -- | -- |
| 6     | 4          | 2     | 20 | 12 |

### Alcuni derby storici (stagione 1951-1952)
30 dicembre 1951 - Stadio Tamborino Frisari

MAGLIE-FOGGIA 1-0
- MAGLIE: De Pascalis, Tresoldi, Giorgino, Stellin, Francesconi, Castelli, Colla, Conti, Paolinelli, Checchetti, Scarascia. (All. Quario)
- FOGGIA: Pandolfi, Leonzio, Buttazzoni, Lazzari, Buin, Niccoli, Reddi, Di Fonte, Ajello, Pozzo, Candiani. (All. Cargnelli)
- Arbitro: Vollero di Frattamaggior
- Marcatori: Colla al 4' del s.t.
- Note: Terreno allentato per la pioggia. Scarsa affluenza di pubblico.

2 marzo 1952 - Stadio Tamborino Frisari

MAGLIE-LECCE 4-1
- MAGLIE: De Pascalis, Pistolesi, Giorgino, Stellin, Schiavon, Castelli, Colla, Conti, Tarantelli, Checchetti, Scarascia. (All. Quario)
- LECCE: Gambazza, Volponi, Bernardin, Terzolo, Gorini, Tosi, Cardinali, Rosellini, Bislenghi, Stabellini, De Santis. (All. Magni)
- Arbitro: Marchese di Napoli
- Marcatori: Checchetti al 5', Scarascia al 9', Tarantelli al 33'. Per il Lecce Bislenghi al 55' su rigore. Colla per il Maglie al 90'
- Note: Terreno in buone condizioni. Spettatori 8000.

20 aprile 1952 - Stadio Tamborino Frisari

MAGLIE-BARI 2-1
- MAGLIE: De Pascalis, Tresoldi, Giorgino, Stellin, Biamonti, Castelli, Colla, Checchetti, Tarantelli, Paolinelli, Scarascia. (All. Quario)
- BARI: Grandi, Bruni, Canonico, Medici, Brenco, Achilli, Bretti, Orlando, Voros, Carraro, Sabbatini. (All. Marsico)
- Arbitro: De Leo di Mestre
- Marcatori: Scarascia al 20', Colla al 40'. Per il Bari Bretti al 59'
- Note: Terreno in buone condizioni. Giornata afosa. Spettatori 5000 circa.

30 marzo 1952 - Stadio Tamborino Frisari

MAGLIE-ARSENALTARANTO 2-0
- MAGLIE: Atripaldi, Tresoldi, Stellin, Schiavon, Giorgino, Castelli, Colla, Conti, Tarantelli, Checchetti, Scarascia. (All. Quario)
- ARSENALTARANTO: Rossetti, Civolani, Canavesi, Ferrari, Bernardel, Marchi, Castellano, Arcari IV, Silvestri, Tortul, Cremonesi. (All. Costantino)
- Arbitro: Savio di Torino
- Marcatori: Tarantelli al 21', Scarascia al 70'
- Note: Terreno in buone condizioni. Spalti gremiti in ogni ordine di posto. Incasso record.